# Eupithecia perolivata
Eupithecia perolivata là một loài bướm đêm trong họ Geometridae.